# Only People
"Only People" es una canción escrita por John Lennon lanzada en su álbum de 1973 Mind Games. La canción está incluida en el álbum de 2010, Gimme Some Truth.
Es una canción que describe el amor de John hacia Yoko Ono, En 1973 había dejado en gran parte de los días del camarada de Lennon atrás, pero algunos elementos permanecieron en sus canciones. Only People, que estuvo en el álbum Mind Games, se basa aparentemente en Ono, mostrado en la frase anterior: «"Sólo las personas pueden cambiar el mundo"» La frase apareció en la funda interior del disco, acreditado a ella.
Estas es una frase que John Lennon dice sobre la canción en una entrevista en 1980:

Ese fue un fracaso como una canción. Fue una buena mano, pero yo no podría encontrar las palabras para darle sentido.
 John Lennon, 1980 All We Are Saying, David Sheff

## Personal
Los músicos que realizaron en la grabación original eran los siguientes:
- John Lennon - voz, guitarra acústica
- David Spinozza - guitarra
- Ken Ascher - teclados
- Michael Brecker - saxofón
- Gordon Edwards - bajo
- Jim Keltner - batería